# 高田課長
高田課長（たかだかちょう、1968年6月2日 - ）は、日本のお笑いタレント、ローカルタレント。本名は高田 博文（たかだ ひろふみ）。
福岡県太宰府市出身。吉本興業福岡支社（福岡吉本）所属。旧芸名はたかが高田。
身長178cm、血液型はA型。

## 人物・来歴
- 初期の芸名は「たかが高田」[1]であり、コンバット満とコンビ「コンバット満・たかが高田」を組んでいた時期もある。
- 自身の結婚式の会場で、自ら意見を募った上で現在の芸名に改名した[2]。ちなみに、その後離婚した。
- 主にテレビ西日本や、RKB毎日放送を中心に福岡のローカルバラエティ番組に出演している。
- 一般には明るく楽しい芸人と認識されているが、目撃情報や生放送中の番組共演者からの発言等によると、カメラの前以外では非常にテンションが低く、暗い性格の人物に感じられると指摘されている。
- アメリカングッズの趣味が高じて、大野城市内に本人のオリジナルグッズも置いてあるほどのアメリカン雑貨&服専門ショップを開店させたが、現在は閉店。
- 各エリアを巡る『ぶらり系』への人気と評価は老若男女問わず抜群である。
- 2011年12月17日、地元タレントの秋本ゆかりと結婚。2015年1月に第1子となる長女が、2017年10月には次女が誕生した。

## エピソード
- さまぁ〜ずの三村マサカズと顔立ちが似ており、何度か共演もしている。そのうち、福岡ローカルで放送されていた深夜番組『せめて今夜だけは』では、「三村と高田が入れ替わっても他人を騙し通せるか」という検証企画が試みられ、三村とその後輩芸人が楽屋で二人っきりになった時に三村が外に出て、数分後に高田が三村と同じ衣装を着て楽屋に戻るという実験を行ったが成功しなかった。
- テレビ西日本の番組「情報レシピ ニジ☆ゴジ」(2008年9月終了）[3]放送中、同局の江坂透アナウンサーの心のこもっていない喋りが、本人の喋りを連想させて不快である旨、博多大吉に引き合いに出された。
- 「今日感テレビ」中継リポーターとしてハンズマン大野城店を訪れた際、自身も非常に気に入っている店舗であり、1週間に3回は通っていることを明らかにした。

## 現在の出演番組
- ももち浜ストア（テレビ西日本）
- 今日感テレビ（RKB毎日放送）
- 今日感テレビ日曜版（RKB毎日放送）
- みんなの青春のぞき見TV TEEN!TEEN!（RKB毎日放送）
- にーっ!![4]（テレビ西日本）

## 過去の出演番組
- とことんサンデー（テレビ西日本）
- 探検!九州（RKB毎日放送）
- ピィース!（テレビ西日本）
- 若っ人ランド（テレビ熊本）
- デパガッ!（テレビ西日本）
- P-Life!（RKB毎日放送）
- 10神アクター（FBS福岡放送）